# جورج شاربلز
جورج شاربلز (بالإنجليزية: George Sharples)‏ هو لاعب كرة قدم بريطاني في مركز الدفاع، ولد في 20 سبتمبر 1943 في Ellesmere Port ‏ في المملكة المتحدة، وتوفي في 14 ديسمبر 2020. لعب مع بلاكبيرن روفرز ونادي إيفرتون ونادي ساوثبورت.